# F-FCSR
En cryptographie, F-FCSR est un algorithme de chiffrement appartenant à la famille des algorithmes de chiffrements de flux. Il est basé sur l'utilisation d'un registre à décalage à rétroaction avec retenue (FCSR (en)), ce qui est similaire à un LFSR au détail près que les opérations sont faites avec retenue, de manière à rendre la fonction de transition non-linéaire. L'idée du chiffrement fut proposée par Thierry Berger, François Arnault et Cédric Lauradoux. F-FCSR était candidat au concours eSTREAM et fut inclus dans la liste des gagnants du concours en avril 2008. Cependant, après la mise en évidence de faiblesses cryptographiques, F-FCSR fut retiré de la liste eSTREAM en septembre 2008.

## Caractéristiques des versions
| Nom          | Taille du registre principal | Initialisation                                   | Filtre           | Nombre de bits à la sortie du filtre |
| ------------ | ---------------------------- | ------------------------------------------------ | ---------------- | ------------------------------------ |
| F-FCSR-8     | 128                          | 64/128 tics (dépend du vecteur d'initialisation) | Dépend de la clé | 8                                    |
| F-FCSR-H     | 160                          | 160 tics                                         | Statique         | 8                                    |
| F-FCSR-8.2   | 256                          | 258 tics                                         | Dépend de la clé | 16                                   |
| F-FCSR-16    | 256                          | 16 + 258 tics                                    | Statique         | 16                                   |
| F-FCSR-H v.2 | 160                          | 20 + 162 tics                                    | Statique         | 8                                    |

## Description de l'algorithme

### FCSR
Il existe deux modes de connexion pour les FCSR (en) : le mode dit de « Galois » et le mode dit de « Fibonacci ». Pour F-FCSR, on utilise le mode de Galois, puisqu'il est efficace. On introduit les notations suivantes :
1. q — entier de connexion du FCSR. C'est un nombre impair à valeur négative, satisfaisant les conditions suivantes :
  - {\displaystyle 2^{|q|-1}=1\mod {q}}
  - T = (|q| − 1)/2, où 2T est la période de la séquence binaire p/q
2. p — paramètre dépendant de la clé, tel que 0 < p < |q|
3. n — taille du registre principal du FCSR. |q|, en écriture binaire, possède n + 1 bits, c'est-à-dire 2n < −q < 2n+1
4. d: d = (1 − q)/2, en écriture binaire {\displaystyle \sum _{i=0}^{n-1}d_{i}\cdot 2^{i}}, di = {0, 1}, dn-1 = 1
5. M — registre principal (codé sur n bits). L'entier {\displaystyle m(t)=\sum _{i=0}^{n-1}m_{i}(t)\cdot 2^{i}} représente le contenu de M.
6. C — registre de retenue (codé sur l bits), où l + 1 est le poids de Hamming de la représentation binaire de d. L'entier {\displaystyle c(t)=\sum _{i=0}^{l-1}c_{i}(t)\cdot 2^{i}} représente le contenu de C.
7. (m, c) — état du FCSR (correspondant à M = m et C = c)

Si (m, c) est l'état du FCSR à un moment t0, avec {\displaystyle m=m(t_{0})}, {\displaystyle c=c(t_{0})},  alors {\displaystyle (m_{0}(t_{0}+i))_{i\in {N}}} est la représentation binaire de p/q, où p = m + 2c.

### Filtrage d'un bit
Le filtre F est la séquence de bits ({\displaystyle {f}_{0,}{f}_{1,...,}{f}_{n-1}}) de taille n. Un bit de sortie est obtenu en calculant : {\displaystyle {k}=\bigoplus _{i=0}^{n-1}{f}_{i}\cdot {m}_{i}}

### Initialisation
Étant donné les faiblesses des précédentes versions de F-FCSR dues à un faible mélange initial des bits dans le registre principal, la procédure d'initialisation, pour F-FCSR-H v.2 et F-FCSR-16, se passe de la manière suivante :
1. On initialise le registre principal M avec la concaténation de la clé secrète K et du vecteur d'initialisation (IV) : (K, IV), on initialise le registre de retenue à 0.
2. On fait passer 16 tics d'horloge pour F-FCSR-16 et 20 pour F-FCSR-H v.2
3. On récupère, sur la sortie, 256 et 160 bits respectivement, que l'on met dans M
4. On fait passer n + 2 tics d'horloge (les bits en sortie sont jetés durant cette étape)

#### Exemple de FCSR
q = −347, d = 174 = (10101110)2, n = 8, l = 4.